# Blue Sky Studios
Blue Sky Studios bylo filmové studio, zabývající se počítačovou animací. Sídlil v americkém městě Greenwich ve státě Connecticut.

## Historie
Studio Blue Sky bylo založeno v únoru roku 1987 Chrisem Wedgem, Carlem Ludwigem, Dr. Eugenem Troubetzkym, Alisonem Brownem, Davidem Brownem a Michaelem Ferrarem. Do roku 1990 se studio soustředilo na výrobu televizních spotů a vizuálních efektů pro filmy.
V srpnu 1997 studio odkoupila společnost 20th Century Fox.
Od roku 2002 se věnovalo výhradně tvorbě animovaných filmů. Téhož roku vytvořilo studio film Doba ledová, který byl nominován na cenu Oscar za nejlepší celovečerní animovaný film.
V lednu 2009 bylo studio přestěhováno z města White Plains v New York do Greenwich v Connecticutu. 
V únoru 2021 společnost Disney, která Blue Sky Studios získala na začátku roku 2019, oznámila, že Blue Sky Studios zanikne v dubnu roku 2021.

## Filmografie

### Filmy
Vydané filmy
| Název                                    | Premiéra          | Rozpočet      | Výdělek        | RT  | MC |
| ---------------------------------------- | ----------------- | ------------- | -------------- | --- | -- |
| Doba ledová                              | 15. března 2002   | 59 milionů $  | 383 milionů $  | 77% | 60 |
| Roboti                                   | 11. března 2005   | 75 milionů $  | 261 milionů $  | 64% | 64 |
| Doba ledová 2: Obleva                    | 31. března 2006   | 80 milionů $  | 661 milionů $  | 57% | 58 |
| Horton                                   | 14. března 2008   | 85 milionů $  | 297 milionů $  | 79% | 71 |
| Doba ledová 3: Úsvit dinosaurů           | 1. července 2009  | 90 milionů $  | 887 milionů $  | 45% | 50 |
| Rio                                      | 15. dubna 2011    | 90 milionů $  | 485 milionů $  | 72% | 63 |
| Doba ledová 4: Země v pohybu             | 13. července 2012 | 95 milionů $  | 877 milionů $  | 37% | 49 |
| Království lesních strážců               | 24. května 2013   | 93 milionů $  | 268 milionů $  | 64% | 52 |
| Rio 2                                    | 11. dubna 2014    | 103 milionů $ | 500 milionů $  | 48% | 49 |
| Snoopy a Charlie Brown. Peanuts ve filmu | 6. listopadu 2015 | 100 milionů $ | 12.1 milionů $ | 86% | 67 |
| Doba ledová: Mamutí drcnutí              | 22. července 2016 | 105 milionů $ | 408 milionů $  | 15% | 34 |
| Ferdinand                                | 15. prosince 2017 | 111 milionů $ | 236 milionů $  | 70% | 58 |
| Špióni v převleku                        | 25. prosince 2019 | 100 milionů $ | 171 milionů $  | 76% | 54 |

### Televizní speciály
| Název                               | Premiéra           |
| ----------------------------------- | ------------------ |
| Doba ledová: Mamutí Vánoce          | 24. listopadu 2011 |
| Doba ledová: Velikonoční překvapení | 20. března 2016    |

### Krátké filmy
| Název                      | Premiéra           |
| -------------------------- | ------------------ |
| Bunny                      | 1998               |
| Gone Nutty                 | 26. listopadu 2002 |
| Aunt Fanny's Tour of Booty | 27. září 2005      |
| No Time for Nuts           | 21. listopadu 2006 |
| Surviving Sid              | 9. prosince 2008   |
| Umbrellacorn               | 26. července 2013  |
| Cosmic Scrat-tastrophe     | 6. listopadu 2015  |
| Scrat: Spaced Out          | 11. října 2016     |